# Klaus Wowereit

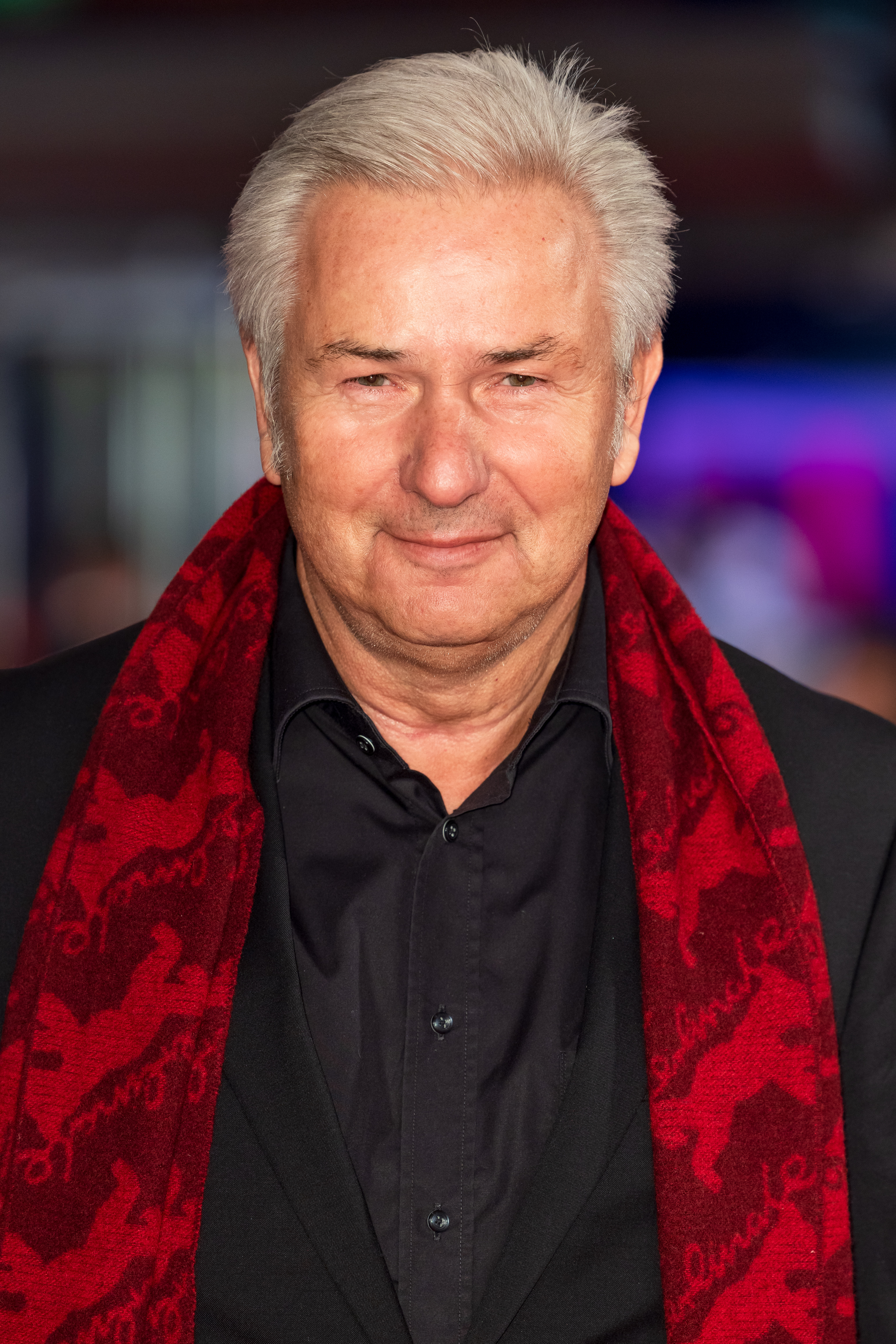
Klaus Wowereit (2023)

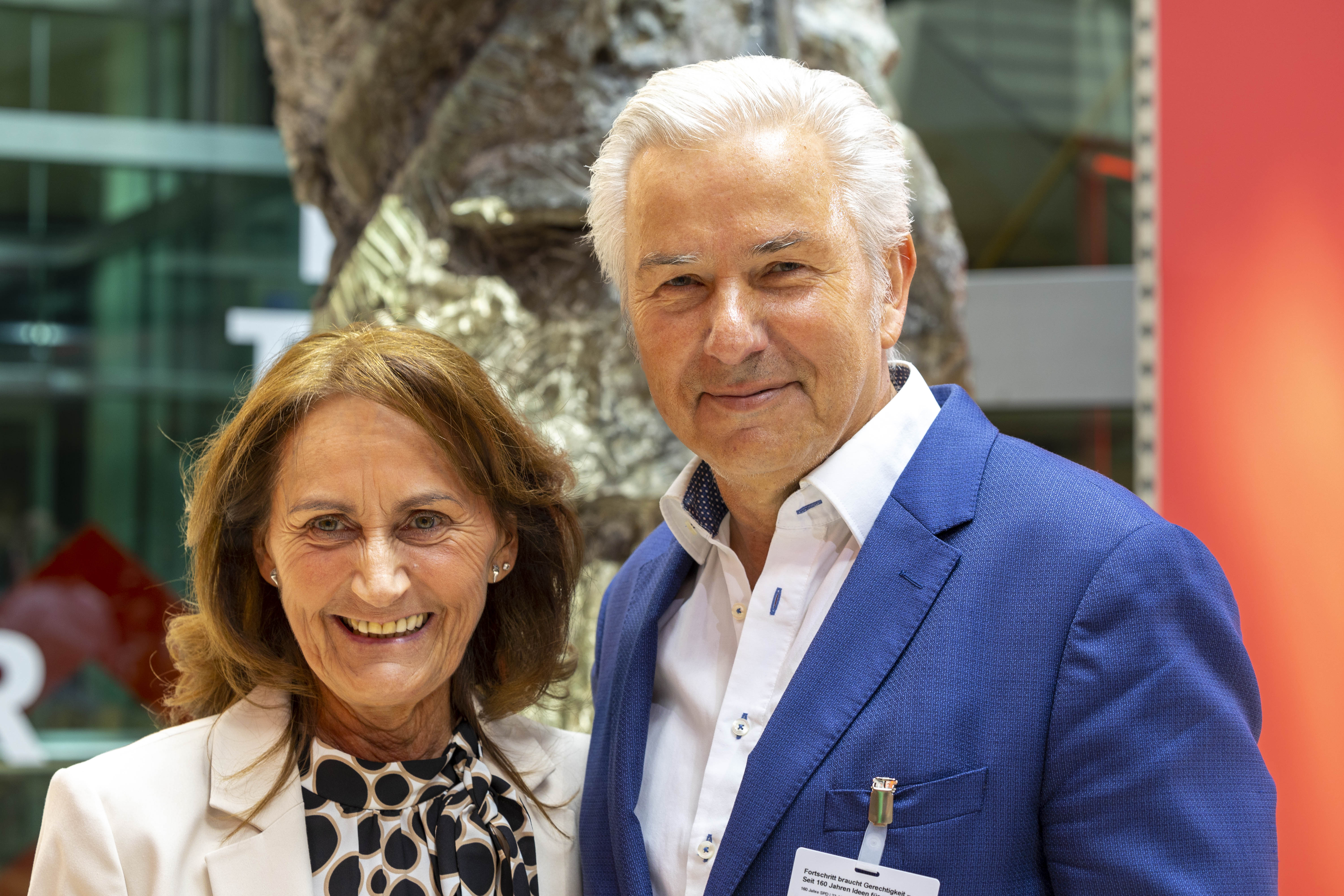
Wowereit im Mai 2023 in Berlin

Klaus Wowereit (* 1. Oktober 1953 in West-Berlin) ist ein ehemaliger deutscher Politiker (SPD). Er war von 2001 bis 2014 Regierender Bürgermeister von Berlin und von 2009 bis 2013 einer der stellvertretenden Bundesvorsitzenden der SPD. Internationale Bekanntheit erreichte er 2001 mit seinem öffentlichen Coming-out mit den Worten „Ich bin schwul – und das ist auch gut so!“

## Leben

### Ausbildung und Beruf
Wowereit wurde im Ortsteil Tempelhof geboren und begann nach dem Abitur 1973 am Ulrich-von-Hutten-Gymnasium in Lichtenrade ein Studium der Rechtswissenschaft an der Freien Universität Berlin, das er 1979 mit dem Ersten juristischen Staatsexamen abschloss. Seine Referendariatszeit absolvierte er unter anderem am Amtsgericht Tempelhof-Kreuzberg. 1981 legte er das Zweite juristische Staatsexamen ab. Von 1981 bis 1984 war Wowereit Regierungsrat beim damaligen Berliner Innensenator Heinrich Lummer (CDU).

### Parteilaufbahn
Seit 1972 ist Wowereit Mitglied der SPD. Während seines Studiums engagierte er sich im Berliner Juso-Landesverband.
Als Regierender Bürgermeister war er Mitglied im Berliner SPD-Landesvorstand. Eine Übernahme des SPD-Landesvorsitzes nach dem Rücktritt Peter Strieders 2004 lehnte er zugunsten von Michael Müller ab. Am 13. November 2009 wurde er auf dem Bundesparteitag der SPD zu einem der vier stellvertretenden Bundesvorsitzenden des neuen Parteichefs Sigmar Gabriel gewählt.
Zum SPD-Bundesparteitag im November 2013 verzichtete er auf eine erneute Kandidatur.

### Öffentliche Ämter und Mandate

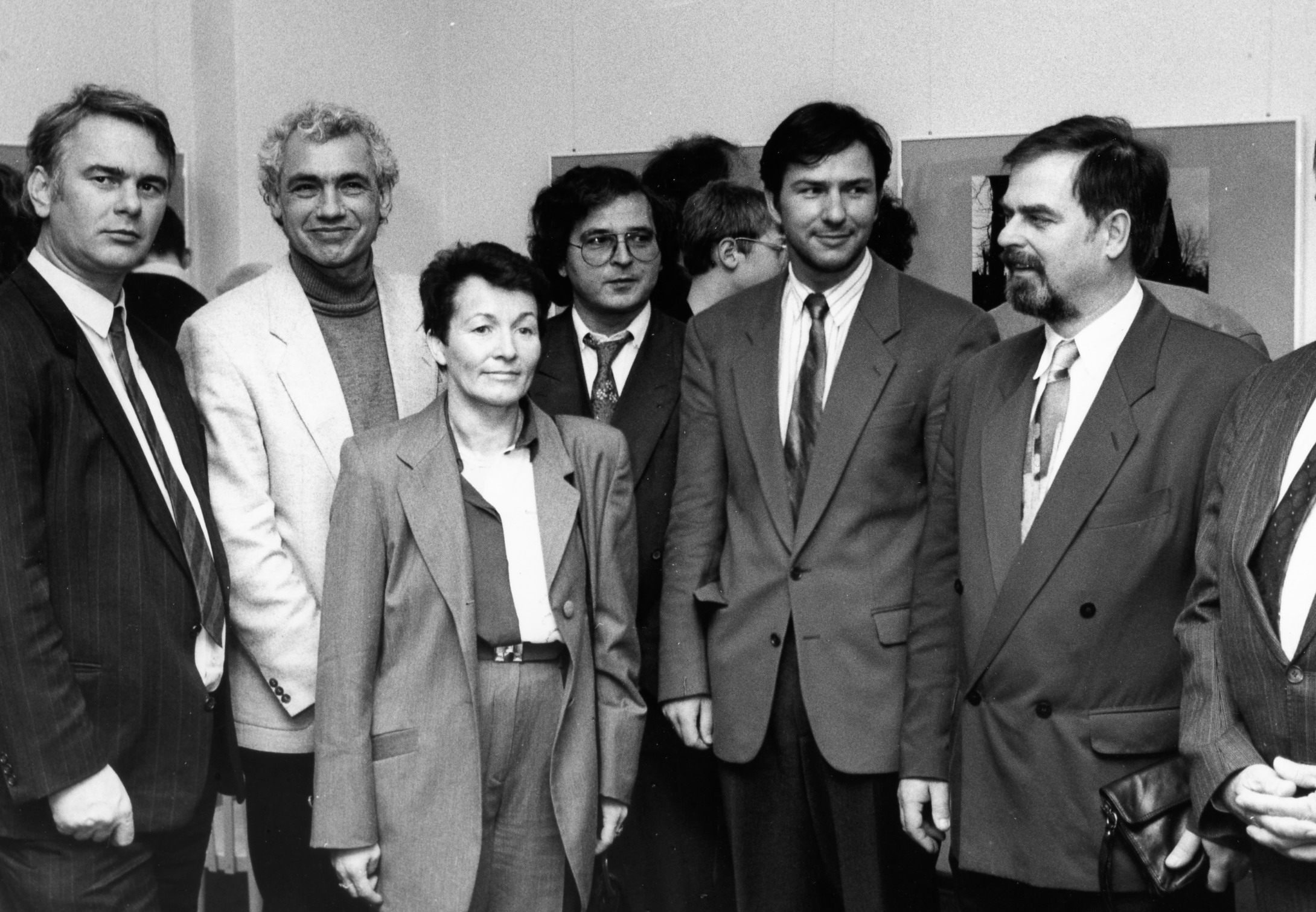
Klaus Wowereit (2. von rechts) 1991 während seiner Zeit als Bezirksstadtrat

1979 wurde Wowereit Mitglied der Bezirksverordnetenversammlung in Berlin-Tempelhof und blieb es, bis er 1984 zum Tempelhofer Bezirksstadtrat für Volksbildung und Kultur wurde, zu diesem Zeitpunkt war Wowereit Berlins jüngster Stadtrat.
Von 1984 bis 2014 (Frühpensionierung mit 61 Jahren) war Klaus Wowereit als Kommunalbeamter des Landes Berlin beschäftigt.
Das Amt als Bezirksstadtrat von Tempelhof legte er 1995 nach seiner Wahl ins Abgeordnetenhaus von Berlin nieder. Dort wurde er sogleich zum stellvertretenden Vorsitzenden und 1999
zum Vorsitzenden der SPD-Fraktion gewählt.
Nachdem die SPD die Große Koalition in der Folge des Berliner Bankenskandals aufgekündigt hatte, wählte das Abgeordnetenhaus Wowereit am 16. Juni 2001 mit den Stimmen der SPD, der PDS und von Bündnis 90/Die Grünen als Nachfolger von Eberhard Diepgen zum Regierenden Bürgermeister von Berlin. Er bildete bis zu den vorgezogenen Neuwahlen einen Senat aus SPD und Bündnis 90/Die Grünen, der nach dem Magdeburger Modell auf die Tolerierung der PDS angewiesen war. Bei den vorgezogenen Neuwahlen am 21. Oktober 2001 wurde die Berliner SPD mit 29,7 % der Stimmen und einem Stimmenzuwachs von 7,3 Prozentpunkten erstmals seit 30 Jahren stärkste Kraft. Demgegenüber sackte die CDU unter Spitzenkandidat Frank Steffel um 17,0 Prozentpunkte auf 23,8 % der Stimmen ab. Seit Januar 2002 leitete Wowereit als Regierender Bürgermeister den von der SPD und der PDS gebildeten Senat Wowereit II. Das Zusammengehen der SPD mit der Nachfolgepartei der SED fand in der medialen Öffentlichkeit und in Umfragen zwar überwiegend Zustimmung, rief aber eine mit Geschichtsvergessenheit begründete Austrittswelle aus der SPD hervor.
Am 20. Mai 2006 wählten die 200 Delegierten des SPD-Landesparteitags bei lediglich zwei Enthaltungen Wowereit erneut zum Spitzenkandidaten für die Abgeordnetenhauswahl am 17. September 2006. Die SPD kam mit leichtem Stimmengewinn auf 30,8 %, während ihr Koalitionspartner PDS mit 13,4 % beinahe zehn Prozentpunkte verlor, und die CDU unter Friedbert Pflüger lediglich 21,3 Prozent der Stimmen erreichte. Am 23. November 2006 entschied sich das Abgeordnetenhaus – erst im zweiten Wahlgang – mit einer Stimme Mehrheit, erneut für Wowereit als Regierenden Bürgermeister. Im Zuge der Regierungsbildung entfernte Wowereit den Kultursenator Thomas Flierl (PDS) aus dem Senat Wowereit III, indem er dessen Ressort als Geschäftsbereich seiner Senatskanzlei unterstellte.
Von 2007 bis 2010 war Wowereit zudem Bevollmächtigter der Bundesrepublik Deutschland für kulturelle Angelegenheiten im Rahmen des Vertrags über die deutsch-französische Zusammenarbeit.
Für die Abgeordnetenhauswahl am 18. September 2011 wurde er am 13. Mai 2011 durch einen SPD-Landesparteitag einstimmig zum SPD-Spitzenkandidaten gewählt.
Die SPD erzielte bei dieser Wahl 28,3 Prozent der Stimmen und blieb damit vor der CDU (23,3 Prozent), Bündnis 90/Die Grünen (17,6 Prozent), Linkspartei (11,7 Prozent) und Piraten (8,9 Prozent) stärkste Kraft. Wowereit selbst verlor jedoch bei dieser Wahl seinen Wahlkreis an den CDU-Abgeordneten Claudio Jupe und gehörte dem neuen Abgeordnetenhaus damit nicht mehr an.
Am 23. November 2011 unterzeichneten SPD und CDU ihren Koalitionsvertrag, einen Tag später wurde Wowereit ohne Gegenkandidaten erneut von den Abgeordneten in das Amt des Regierenden Bürgermeisters gewählt.
Am 26. August 2014 gab Wowereit bekannt, dass er sein Amt als Regierender Bürgermeister von Berlin am 11. Dezember 2014 niederlegen und sich gleichzeitig aus der aktiven Politik verabschieden werde. Zu diesem Zeitpunkt war er dienstältester Regierungschef eines deutschen Bundeslandes.
Wowereit war Mitglied des SFB-Rundfunkrats.

### Bundesratspräsidentschaft
Vom 1. November 2001 bis zum 31. Oktober 2002 war Wowereit Präsident des deutschen Bundesrates.
In seine Amtszeit fiel die Abstimmung zum Zuwanderungsgesetz, bei der Wowereit eine zentrale Rolle spielte: Als die brandenburgische Delegation ein uneinheitliches Votum abgab, verzeichnete Wowereit die Stimmabgabe nicht als ungültig, sondern fragte solange nach, bis sich nur der dem Gesetz zustimmende Ministerpräsident Manfred Stolpe äußerte. Daraufhin verzeichnete Wowereit unter Protest seitens unionsgeführter Länder die Stimmen Brandenburgs als Zustimmung, woraufhin diese zu einer Normenkontrollklage von dem Bundesverfassungsgericht schritten. Das Gericht erklärte das wegen Wowereits Verfahrensfehler mit den Stimmen Brandenburgs beschlossene Gesetz durch sein Urteil vom 18. Dezember 2002 für nichtig.
Wowereit wies seinerzeit Rücktrittsforderungen zurück und sagte, er fühle sich nicht als Verfassungsbrecher.

### Aufsichtsratsvorsitzender des Flughafens Berlin Brandenburg
Ab 21. Oktober 2003 war Klaus Wowereit einer von vier Vertretern des Landes Berlin im Aufsichtsrat der Flughafen Berlin Brandenburg GmbH. 2006 übernahm er den Aufsichtsratsvorsitz.
Nach einer erneuten Verzögerung um den Eröffnungstermin für den Flughafen trat er am 7. Januar 2013 als Aufsichtsratsvorsitzender der Flughafengesellschaft zurück. Sein Nachfolger wurde am 16. Januar 2013 der Ministerpräsident von Brandenburg, Matthias Platzeck. Am 12. Januar 2013 überstand Wowereit im Berliner Abgeordnetenhaus einen von der Opposition eingebrachten Misstrauensantrag. In einer Sondersitzung stimmten 62 Abgeordnete für seine Abwahl, 85 dagegen.

### Privates
Er wuchs als jüngstes Kind einer römisch-katholischen Familie mit zwei Brüdern und zwei Schwestern ohne Vater auf. Wowereit trägt den Geburtsnamen seiner Mutter, der Kriegerwitwe Hertha Grüner (geb. Wowereit). Neben seinen Studentenjobs unterstützte ihn einer seiner Brüder während seiner Studentenzeit finanziell. Wowereit pflegte später jahrelang seinen nach einem Unfall querschnittgelähmten Bruder sowie seine krebskranke Mutter. Der zweite Bruder starb bei einem Verkehrsunfall, seine 16 Jahre ältere Schwester starb 20-jährig.
Klaus Wowereit war ab 1993 mit dem Neurochirurgen Jörn Kubicki (1965–2020), einem Cousin zweiten Grades des FDP-Politikers Wolfgang Kubicki, liiert und lebte mit ihm ab 2005 in einer gemeinsamen Wohnung. Der an COPD erkrankte Jörn Kubicki starb im März 2020 während der COVID-19-Pandemie an den Folgen einer Infektion mit SARS-CoV-2.

## Wahrnehmung in der Öffentlichkeit

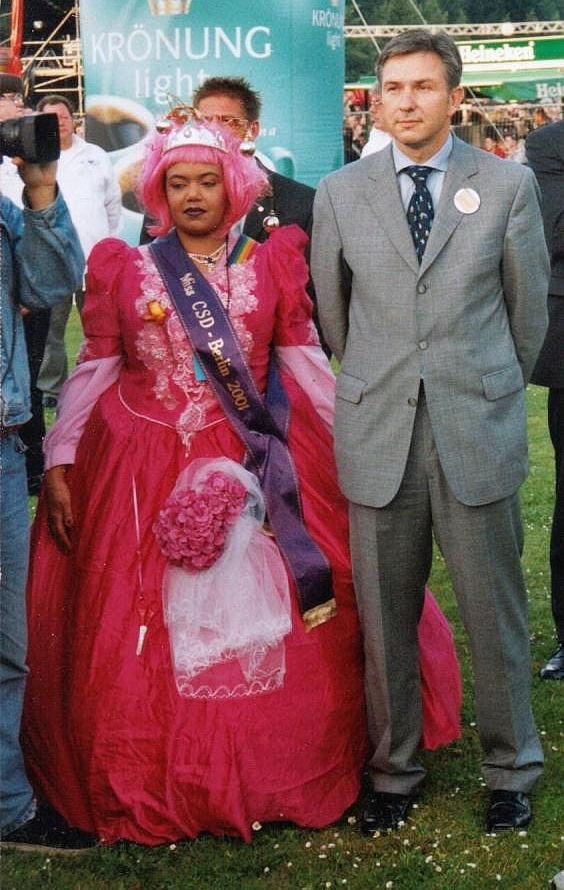
Klaus Wowereit auf dem Berliner Christopher Street Day 2001

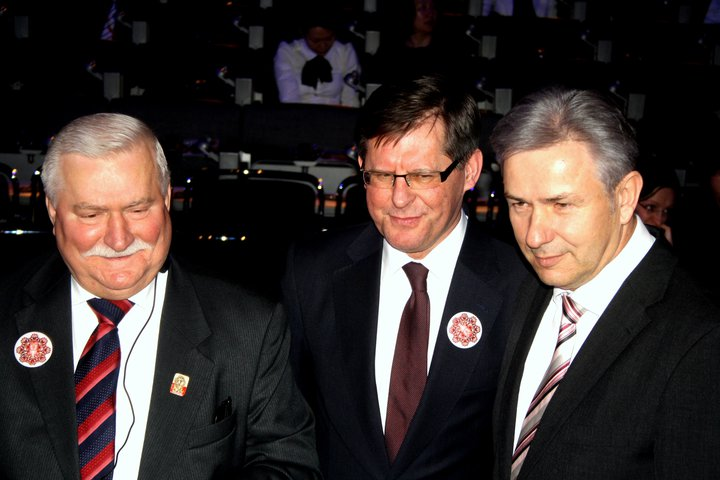
Klaus Wowereit mit polnischen Gästen Lech Wałęsa und Adam Giersz auf der ITB Berlin 2011

Große Bekanntheit erlangte Wowereit 2001, als er bei seiner Nominierung als Kandidat für das Misstrauensvotum gegen Eberhard Diepgen und für angestrebte Neuwahlen seine (seinem Umfeld seit langem bekannte) Homosexualität auf dem Sonderparteitag am 10. Juni 2001 öffentlich machte. Er nahm damit einer sich abzeichnenden Thematisierung in einigen Medien samt den unkalkulierbaren Auswirkungen im bevorstehenden Wahlkampf den Wind aus den Segeln. Sein Ausspruch „Ich bin schwul – und das ist auch gut so!“ wurde zum geflügelten Wort. Er war damit der erste deutsche Spitzenpolitiker, der so offen zu seiner Homosexualität stand. Durch die Reaktionen der Öffentlichkeit wurde es für alle folgenden Politiker, die sich zu ihrer Homosexualität bekannten, um einiges einfacher, damit umzugehen. Der Politikwissenschaftler Werner Josef Patzelt sagte: „Wowereits Outing war ein Befreiungsschlag.“ In einigen Zitationen wird das „auch“ – manchmal mit Absicht – weggelassen, welches (je nach Betrachtungsweise) die Selbstverständlichkeit des Satzes verstärkt beziehungsweise einschränkend anderen Formen von Sexualität auch ihr Gutes lässt. In der Sendung Menschen bei Maischberger vom 2. September 2014 stellte Wowereit klar, dass das „auch“ lediglich als Füllwort gedient habe, und wies anderslautende Interpretationen zurück. Es sei „der wichtigste Satz“ in seinem Leben gewesen, schrieb Wowereit im April 2015.
Manfred Weinberg, Literatur- und Kulturwissenschaftler und Professor für Neuere Deutsche Literaturwissenschaft an der Karls-Universität Prag, bemerkt hierzu unter anderem: „Unversöhnbare Polemik wird man Klaus Wowereits öffentlichem Bekenntnis auf den ersten Blick nicht attestieren wollen. Der Nachsatz ‚und das ist auch gut so!‘ war aber nicht zufällig der eigentliche Skandal seiner Aussage. Ist das Bekenntnis ‚Ich bin schwul!‘ noch als Bitte um Anerkennung zu lesen, so liegt im Nachsatz ‚und das ist auch gut so!‘ auch eine Absage an diese Bitte.“ Vor allem zum damaligen Zeitpunkt stand es im Gegensatz zum Verhalten anderer Politiker, wie etwa Guido Westerwelle und Ole von Beust. Es wurde als mutig und – vor allem von der politischen Konkurrenz – auch als aggressiv empfunden. Man dürfe es sein, man dürfe es vielleicht auch aussprechen, aber nicht sagen, dass es sich dabei um etwas Gutes handle. Dabei wurde aber meist das „auch“ überlesen, und dessen verschiedene Lesarten blieben unbeachtet. Friedrich Merz meinte sogar, dieses Coming-out schade dem im Grundgesetz verankerten Familienbild. Bei den Wählern zeigte sich im Endeffekt ein kleiner positiver Effekt in puncto Glaubwürdigkeit des Kandidaten, was zum Zeitpunkt des Ausspruchs – auch wegen der Erstmaligkeit – noch nicht abschätzbar war. Edmund Stoiber meinte, dass, wenn solch ein öffentliches Bekenntnis nicht mehr schade, sondern nütze, „die braven Familienväter und -mütter“ diskriminiert würden.
Wowereit – Spitzname „Wowi“ – wurde der deutschen Öffentlichkeit auch deshalb bekannt, weil er – vor allem zu Beginn seiner Amtszeit – für einen Politiker außergewöhnlich oft in der Öffentlichkeit, bei Veranstaltungen wie Eröffnungen oder Bällen und im Fernsehen auftrat, zum Beispiel bei Wetten, dass..?. Bei einem Gastauftritt in der Fernsehserie Berlin, Berlin im Jahr 2004 spielte er sich selbst. Auch in der Filmkomödie Alles auf Zucker! (2004) hatte er einen kurzen Auftritt als Regierender Bürgermeister.
Im Abgeordnetenhaus-Wahlkampf 2006 wurde Wowereit von vielen Prominenten unterstützt. Im September 2007 erschien das von Wowereit gemeinsam mit Hajo Schumacher verfasste Buch … und das ist auch gut so.
Seine später geäußerte Überzeugung, sogar Deutschland sei inzwischen reif für einen homosexuellen Kanzler, wurde durch eine Emnid-Umfrage bestätigt: im September 2007 konnten sich 79 Prozent der Deutschen einen solchen Kanzler vorstellen.
Im August 2008 wurde Wowereit für die Bezeichnung der Hauptstadt-Werbekampagne be Berlin als Sprachpanscher des Jahres 2008 „ausgezeichnet“.
Im Comic Der beste Freund Berlins (2019) von Katz & Goldt verleiht Wowereit die Louise-Schroeder-Medaille an Godzilla für die „Verdienste um die Nichtzertrampelung Berlins“.

## Meinungsumfragen
Im Jahr 2006 ergaben Meinungsumfragen in Berlin relativ hohe Beliebtheitswerte Wowereits, in den folgenden Jahren sanken diese Werte. In einer im März 2009 erfolgten Umfrage des Forsa-Instituts wurden aktuelle politische Entscheidungen Wowereits von einer Mehrheit der Berliner Bevölkerung abgelehnt. So habe Klaus Wowereit die Zusammenlegung des im April 2009 durchgeführten Volksentscheids Pro Reli mit der zwei Monate später stattfindenden Europawahl aus taktischen Gründen verhindert, was im Berliner Haushalt zu Mehrkosten von 1,5 Millionen Euro führte. Ebenso hielten 74 Prozent der befragten Berliner die Entscheidung Wowereits, Gebäude und Flächen des ehemaligen Flughafens Tempelhof exklusiv an eine Modemesse zu vermieten, für falsch.
Eine Forsa-Umfrage im Februar 2010 ermittelte für Wowereit relativ geringe Werte auf der Beliebtheitsskala. Neben dem mangelhaften Krisenmanagement bei den S-Bahn-Betriebseinschränkungen 2009/2010 wurden ihm zögerliches Handeln und despektierliche Äußerungen über das Glatteis-Chaos in Berlin im Februar 2010 angelastet. Wegen der mangelhaften Eisbeseitigung auf den Gehwegen der Stadt hatten sich viele Berliner Knochenbrüche und andere Verletzungen zugezogen. Die Empörung der Bevölkerung hatte Klaus Wowereit mit dem Ausspruch kommentiert, „man sei in Berlin, nicht in Haiti“, wobei er auf das Erdbeben in Haiti im Januar 2010 anspielte, bei dem bis zu 300.000 Menschen ums Leben kamen.
Nach der Nominierung von Renate Künast als Spitzenkandidatin von Bündnis 90/Die Grünen lagen Wowereits Beliebtheitswerte zeitweise hinter seiner Gegenkandidatin; später lagen sie wieder deutlich vor ihr.
Im Dezember 2012 wurde er vom Stadtmagazin tip wegen der Probleme beim Bau des Flughafens Berlin-Brandenburg zum „peinlichsten Berliner“ des Jahres 2012 gewählt. In Meinungsumfragen erlebte er in der Folgezeit den freien Fall.

## Politische Positionen und Projekte

### Sparpolitik
Aufgrund der kritischen finanziellen Lage Berlins zum Zeitpunkt ihrer Amtsübernahme setzten Wowereit und sein damaliger Finanzsenator Thilo Sarrazin von Anfang an auf eine rigide Sparpolitik, die auch vor sozialen Einschnitten nicht haltmachte. Der größte Einsparposten wurde aus dem Personal-, hier vor allem dem Beamtenbereich, gewonnen. Das Land Berlin trat als Arbeitgeber aus dem öffentlichen Arbeitgeberverband aus, außerdem wurde die Arbeitszeit der Beamten erhöht.

### Wohnungspolitik
Im Jahr 2004 erwarb ein Konsortium, bestehend aus den Investmentgesellschaften Whitehall Investments Ltd. und Tochtergesellschaften von Cerberus Capital Management, die GSW Immobilien vom Land Berlin für 405 Millionen Euro. Seitdem firmiert das Unternehmen als „GSW Immobilien GmbH“ und ist seit 2013 als Tochter der Deutsche Wohnen, der späteren Namensgeberin der Initiative Deutsche Wohnen & Co. enteignen, für einen Rückerwerb der Wohnungsbestände.

### Flughafen Berlin Brandenburg
Kritiker sehen in Wowereits Wirken als Aufsichtsratsvorsitzender des Flughafens Berlin Brandenburg einen Grund für die Kosten- und Terminüberschreitungen des Projekts. So habe er von sich abzeichnenden Problemen nichts wissen wollen und wütend auf entsprechende Hinweise reagiert. Ferner habe er das Gremium mit Freunden statt Fachleuten besetzt.

### Ambitionen in der Bundespolitik
Im August 2006 kündigte Wowereit an, sich künftig stärker in die Bundespolitik einzumischen, in einem im November 2009 erfolgten Interview mit dem Vorsitzenden der SPD, Sigmar Gabriel, wurde eine Kanzlerkandidatur Klaus Wowereits für die Bundestagswahl 2013 nicht ausgeschlossen.

## Auszeichnungen (Auszug)
- 2001: Ix-Xirka Ġieħ ir-Repubblika
- 2003: Kompassnadel des Schwulen Netzwerks NRW[40]
- 2004: Kommandeur der Ehrenlegion
- 2004: Ehrenmitglied des Reichsbanners Schwarz-Rot-Gold, Bund aktiver Demokraten e. V.
- 2006: Großkreuz des Verdienstordens der Italienischen Republik
- 2007: Rainbow Award
- 2008: Sprachpanscher des Jahres[41]
- 2009: Freedom’s Challenge Awards – stellvertretend für die Berliner Bevölkerung[42]
- 2009: Großkreuz des portugiesischen Verdienstordens
- 2011: Großes Verdienstkreuz mit Stern und Schulterband der Bundesrepublik Deutschland
- 2012: Verleihung des Kölner Karnevalsordens durch das Festkomitee Kölner Karneval, vertreten durch Bürgermeisterin Elfi Scho-Antwerpes[43] in der deutschen Botschaft beim Heiligen Stuhl am 18. Februar 2012, zusammen mit Rainer Maria Woelki und Karl Josef Becker[44]
- 2015: Rosa-Courage-Preis
- 2021: Stadtältester von Berlin

## Werke
- Klaus Wowereit, Hajo Schumacher: … und das ist auch gut so. Mein Leben für die Politik. Blessing, München 2007, ISBN 978-3-89667-334-3.
- Mut zur Integration: Für ein neues Miteinander. Vorwärts-Buch, Berlin 2011, ISBN 978-3-86602-945-3.
- Sexy aber nicht mehr so arm: mein Berlin. Edel, Hamburg 2018, ISBN 978-3-8419-0510-9.